# Ramón Alberto Villaverde
Pour les articles homonymes, voir Villaverde.
Ramón Alberto Villaverde Vázquez, né le 16 mars 1930 à Montevideo (Uruguay) et mort le 15 septembre 1986 à Barcelone (Espagne), est un footballeur uruguayen.

## Carrière
Cet attaquant découvre le haut niveau au Liverpool Fútbol Club de Montevideo, avant de partir en 1950 en Colombie, d'abord au Cúcuta Deportivo, pendant un an, puis aux Millonarios de Bogotá, où il évolue aux côtés d'Alfredo Di Stéfano. 
En 1954, il rejoint le FC Barcelone en Espagne, qui a manqué le transfert de di Stéfano l'année passée. Il y reste dix saisons, pendant lesquelles il remporte deux fois le championnat (en 1959 et 1960), trois fois la Copa del Generalísimo, la coupe d'Espagne (en 1957, 1959 et 1963) et deux fois la Coupe des villes de foires (1958 et 1960). 
En 1963, il rejoint le Racing de Santander où il termine sa carrière.

## Parcours
- 1949–1950 :  Liverpool Fútbol Club
- 1950–1951 :  Cúcuta Deportivo
- 1951–1954 :  Millonarios de Bogotá
- 1954–1963 :  FC Barcelone
- 1963–1964 :  Racing de Santander

## Palmarès
- Championnat d'Espagne : 1959, 1960
- Coupe d'Espagne : 1957, 1959, 1963
- Coupe des villes de foires : 1958, 1960